# Bruno Bosco
Bruno Bosco (San Nicola da Crissa, 24 maggio 1925 – 6 febbraio 1993) è stato un politico italiano.

## Biografia
Nel 1983 viene eletto deputato per la Democrazia Cristiana, restando in carica nella IX legislatura, concludendo il suo mandato nel 1987.